# المعترض الاسفل (حرض)

تعديل مصدري - تعديل

المعترض الاسفل هي إحدى قرى عزلة الشعاب بمديرية حرض التابعة لمحافظة حجة، بلغ تعداد سكانها 421 نسمة حسب تعداد اليمن لعام 2004.